# The Deciding Kiss
The Deciding Kiss er en amerikansk stumfilm fra 1918 af Tod Browning.

## Medvirkende
- Edith Roberts som Eleanor Hamlin
- Winifred Greenwood som Beulah Page
- Hallam Cooley som Jimmy Sears
- Hans Unterkircher som Peter Bolling
- Lottie Kruse